# هولرن-تویلنفلت
هولرن-تویلنفلت (به آلمانی: Hollern-Twielenfleth) یک شهر در آلمان است که در Lühe واقع شده‌است. هولرن-تویلنفلت ۳٬۳۴۲ نفر جمعیت دارد.